# 桶平城
桶平城（おけひらじょう/おけがひらじょう）、または田原陣（たばるじん）・桶平塁（おけひらるい）は、宮崎県えびの市大字原田字田原陣の丘陵「田原山」にあった砦（日本の城）。

## 概要
標高295メートル（比高50メートルほど）の丘陵部にあり、頂上には階段状のテラスのようなものが存在していた。また北端に「馬乗り場」と称されるおよそ100メートルの長さの土塁もあったとされるが、宮崎自動車道建設に伴い土砂が削り取られており、北側の一部を除いて遺構はほとんど残されていない。

## 歴史
永禄11年（1568年）、日向国伊東氏の伊東祐安が、相良氏と連携して島津義弘の飯野城を攻めようと田原山に陣を布いたが、義弘に察知され睨み合いとなる。祐安はやむなく田原山に城を築いた。それが桶平城である。
祐安は桶平城に佐土原遠江守を置いて守らせていたが、同年11月に島津家臣の遠矢良賢と黒木実利が城兵を挑発、出陣した城兵は伏兵により敗北を喫している。翌年、伊東氏の家督を継いでいた伊東義益が急死したこともあり、伊東勢は桶平城を焼いて撤退した。